# Courteney Cox
Courteney Bass Cox (också känd som Courteney Cox Arquette), född 15 juni 1964 i Birmingham, Alabama, är en amerikansk skådespelare och före detta modell. Cox är främst känd för rollen som Monica Geller i den långlivade och hyllade tv-serien Vänner. Hon har även spelat Lucy Spiller, en chefredaktör på en tidning i den populära dramaserien Dirt och journalisten Gale Weathers i Screamserien. Hon spelade även huvudrollen i Cougar Town, som hon även producerade tillsammans med exmaken David Arquette. För rollen i Cougar Town fick Cox sin första Golden Globe-nominering i kategorin "Bästa kvinnliga huvudroll i en komediserie". 

## Biografi

### Bakgrund
Cox föddes i Birmingham, Alabama, i en förmögen sydstatsfamilj: hennes avlidne pappa, Richard L. Cox, var en affärsman och hennes mamma, som också hette Courteney (flicknamn Bass), var en hemmafru. Cox har två äldre systrar (Dottie Pickett och Virginia Cox), en äldre bror (Richard, Jr.) och nio halvbröder och halvsystrar. Hennes föräldrar skildes 1974, och hennes pappa hamnade till slut i Panama City, Florida där han öppnade ett bolag vid namn Cox Pools, medan Cox växte upp med sin mamma och styvpappa New York-affärsmannen Hunter Copeland.
Cox växte upp i en exklusiv socitetsstad, Mountain Brook, Alabama. Hon gick på Mountain Brook High School, där hon var hejarklacksledare, tennisspelare och simmare.

### Karriär

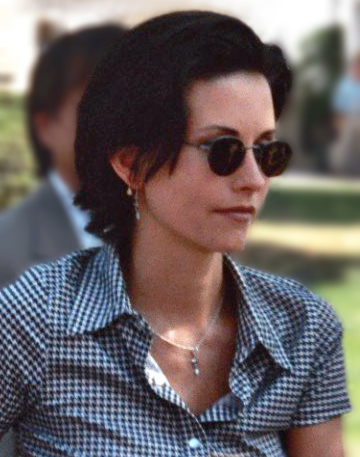
Courteney Cox, 1995.

Cox blev först uppmärksammad när hon dansade med Bruce Springsteen i dennes video till låten Dancing in the Dark från albumet Born in the U.S.A.. Cox är också noterad som den första personen att säga "mens" (engelska period) i amerikansk tv, i en reklam för Tampax 1985. Hennes tidiga filmroller är till exempel He-Man – universums härskare (1987) och Cocoon – återkomsten (1988). Bland Cox tidiga tv-jobb kan nämnas en roll i den kortlivade tv-serien Misfits of Science (1985), och senare en roll mellan 1987 och 1989 i tv-serien Fem i familjen som den senaste flickvännen till Alex P. Keaton (Michael J. Fox). Cox spelade även Jerry Seinfelds flickvän/låtsasfru i ett avsnitt av komediserien Seinfeld 1994
Courteney har även spelat in flera filmer, bland titlarna har hon varit mest framgångsrik med Scream och dess tre uppföljare.

### Privatliv
Cox tidigare förhållanden inkluderar den avlidne Ian Copeland och ett långt förhållande med skådespelaren Michael Keaton. Cox har också varit tillsammans med Counting Crowes sångare Adam Duritz, och medverkade i deras musikvideo till låten A long December, 1997. Duritz har också varit tillsammans med Cox' "Vänner"-kollega, Jennifer Aniston. Hon träffade skådespelaren David Arquette när de spelade in Scream tillsammans. Paret gifte sig den 12 juni 1999 i en episkopal ceremoni vid Grace Cathedral i San Francisco, Kalifornien. Både Arquette och Cox har meningen "A deal is a deal" ingraverat i sina vigselringar. Medan Cox emellanåt har använt sitt fullständiga namn "Courteney Cox Arquette", professionellt, fortsätter hon att i allmänhet vara känd som bara "Courteney Cox". Paret separerade 2010 och skildes 2013. De har tillsammans dottern Coco Riley Arquette som föddes år 2004. Cocos gudmor är Vänner-stjärnan Jennifer Aniston.

## Filmografi (i urval)
- 1984 – As The World Turns (TV-serie)
- 1985 – Code Name: Foxfire (TV-film)
- 1985 - 1986 – Misfits of Science (TV-serie)
- 1986 – Sylvan in Paradise (TV-film)
- 1986 – Mord och inga visor (gästroll i TV-serie)
- 1987 - 1989 – Fem i familjen (TV-serie)
- 1987 – Livsfarlig semester
- 1987 – He-Man - universums härskare
- 1988 – Cocoon – återkomsten
- 1989 – Tills vi möts igen (TV-serie)
- 1990 – Ursäkta, är vi gifta?
- 1991 – Blue Desert
- 1992 – Rivalerna (TV-film)
- 1994 – Den galopperande detektiven
- 1994 - 2004 – Vänner (TV-serie)
- 1996 – Scream
- 1997 – De tio budorden
- 1997 – Scream 2
- 1999 – The Runner
- 2000 – Scream 3
- 2001 – 3000 Miles to Graceland
- 2001 – The Shrink Is In (även produktion)
- 2001 – Get Well Soon
- 2004 – November
- 2005 – Benknäckargänget - Krossa dem
- 2006 – Zoom
- 2006 – The Tripper (även produktion)
- 2007 - 2008 – Dirt (TV-serie, även produktion)
- 2008 – Scrubs (TV-serie)
- 2008 – Bedtime Stories
- 2009–2015 – Cougar Town (TV-serie) (även produktion)
- 2011 – Scream 4
- 2022 – Scream
- 2022 – Stranger Things (TV-serie)
- 2023 – Scream VI
- 2026 – Scream 7